# Witold Płotnicki
Witold Płotnicki (ur. 6 listopada?/18 listopada 1897 w Żytomierzu, zm. ?) – major artylerii Wojska Polskiego, kawaler Orderu Virtuti Militari.

## Życiorys
Urodził się 18 listopada 1897 w Żytomierzu jako syn Stanisława i Stanisławy z d. Bagieńskiej. We wrześniu 1930 został przeniesiony z 5 dywizjonu artylerii konnej do Szkoły Podchorążych Rezerwy Artylerii we Włodzimierzu Wołyńskim (w roku szkolnym 1932/1933 był dowódcą I plutonu 6. baterii, a w roku szkolnym 1933/1934 – dowódcą 1. baterii).
Na stopień majora został awansowany ze starszeństwem z dniem 1 stycznia 1936 i 13. lokatą w korpusie oficerów artylerii. W marcu 1939 pełnił służbę w 3 dywizjonie artylerii konnej w Podbrodziu na stanowisku I zastępcy dowódcy dywizjonu.

## Ordery i odznaczenia
- Krzyż Srebrny Orderu Wojskowego Virtuti Militari nr 3267[1]
- Krzyż Walecznych (dwukrotnie – „za czyny męstwa i odwagi wykazane w bojach toczonych w latach 1918–1921”)
- Srebrny Krzyż Zasługi (10 listopada 1928)[8][9]
- Medal Zwycięstwa („Médaille Interalliée”)[10]

## Publikacje
- Witold Płotnicki, Zarys historji wojennej 5-go dywizjonu artylerii konnej, seria Zarys historii wojennej pułków polskich 1918–1920, Wojskowe Biuro Historyczne, Warszawa, 1929.